# Cúp FA 2018-19
Cúp FA 2018–19 là phiên bản thứ 138 của giải đấu bóng đá lâu đời nhất trên thế giới. Nó được Emirates tài trợ và được gọi là Emirates FA Cup cho mục đích tài trợ. Nó bắt đầu với Vòng sơ loại thêm vào cuối tuần ngày 11 tháng 8 năm 2018 và kết thúc bằng trận chung kết vào ngày 18 tháng 5 năm 2019.
Đội bóng của Premier League, Chelsea là đương kim vô địch, nhưng họ đã bị Manchester United loại ở vòng 5 vào ngày 18 tháng 2 năm 2019 trong trận tái đấu trận chung kết năm trước. Manchester City đã giành danh hiệu FA Cup thứ sáu và lần đầu tiên kể từ năm 2011, khiến họ trở thành đội bóng Anh đầu tiên hoàn thành cú ăn ba trong nước.